# Arnes
Pour les articles homonymes, voir Arnes (homonymie).

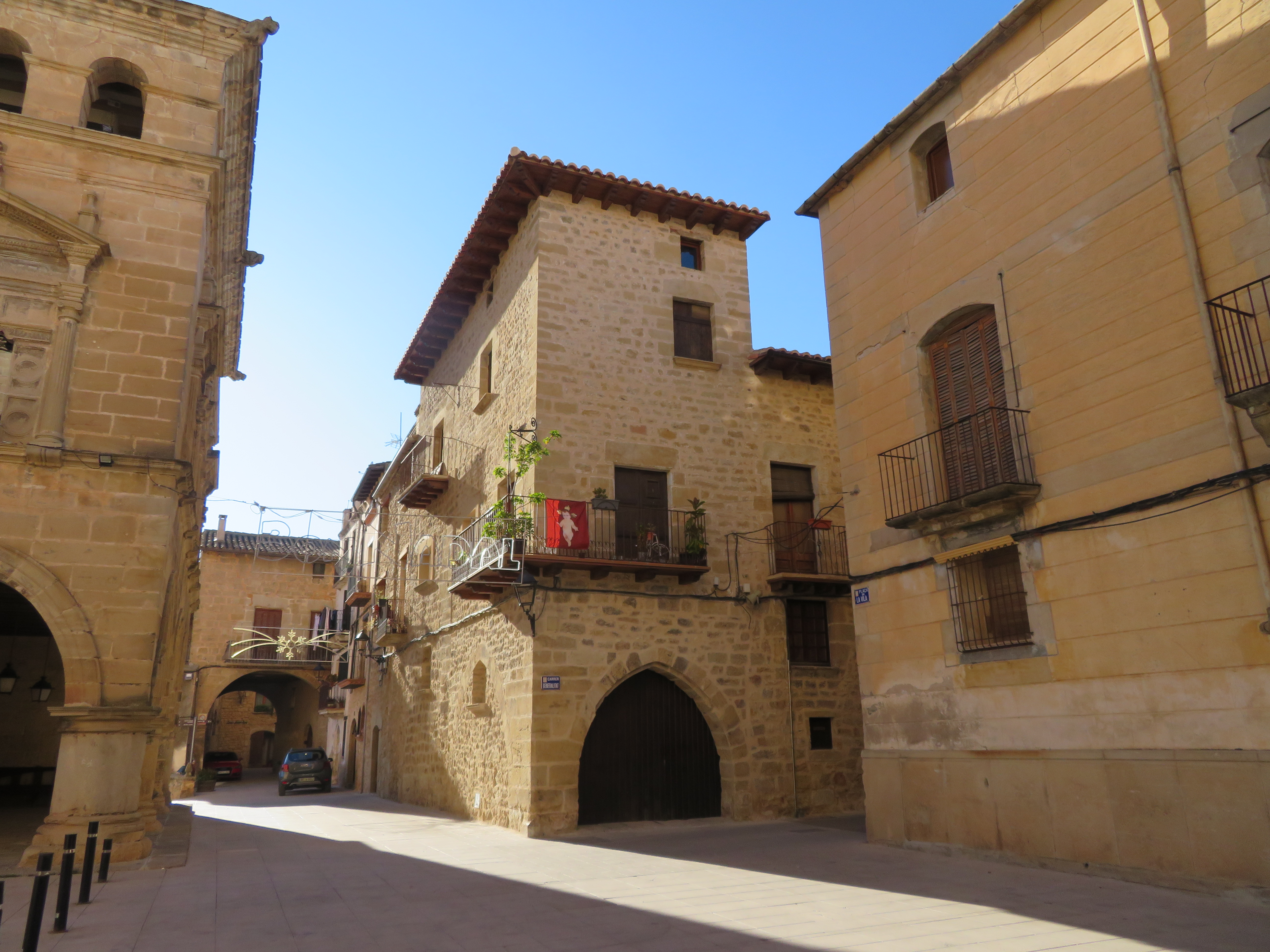
Arnes

Arnes est une municipalité située à l'extrémité de la comarque de Terra Alta, dans la province de Tarragone, en Catalogne (Espagne), à la limite de l'Aragon. D'une superficie de 42, 53 km2, elle se situe au sommet d'une petite colline à 508 mètres d'altitude à proximité de la rivière Algars (ca), elle a été déclarée patrimoine historique de la généralité de Catalogne en 1992.

## Géographie
La superficie municipale de Arnes au sud, s'étend dans le massif des Ports de Tortosa-Beseit, tandis que le côté nord, plus plat, est dominé par les rivières Algars et Estrets.
Après une période de dépression et de dépeuplement, commune à toute la région, la ville a fortement développé ces dernières années son offre de tourisme rural et de randonnée, grâce à sa situation à proximité du Parc Naturel d'Els Ports. En fait, 2 730,40 hectares de la commune d'Arnes font partie du Parc Naturel d'Els Ports.

## Historie
Il semble que le lieu occupé par Arnes était initialement un peuplée sarrasine et fut ensuite conquis par Alphonse el Casto qui céda bientôt le lieu au commandement templier d'Horta afin qu'il se charge de le repeupler. Une fois l'Ordre du Temple aboli, en 1318, Arnes passa sous la domination des Hospitaliers, depuis la châtellenie d'Amposta, où elle resta jusqu'à la confiscation de Madoz, vers 1955.
L'un des points d'intérêt de la ville est le bâtiment de l'hôtel de ville, l'une des constructions civiles les plus importantes de la Renaissance catalane, construite en 1584 par Joan Vilabona de Queretes, où se trouvent le grand porche du rez-de-chaussée et les fenêtres de l'étage noble. Ces dernières années, les vestiges de l'abside de l'ancienne église gothique ont été récupérés, que l'on peut voir à côté de l'actuelle, construite au XVIIIe siècle.
En 1992, Arnes a été déclaré site historique par la Généralité de Catalogne.

## Démographie
Sa population est de 463 habitants (INE 2024).

## Lieux et monuments

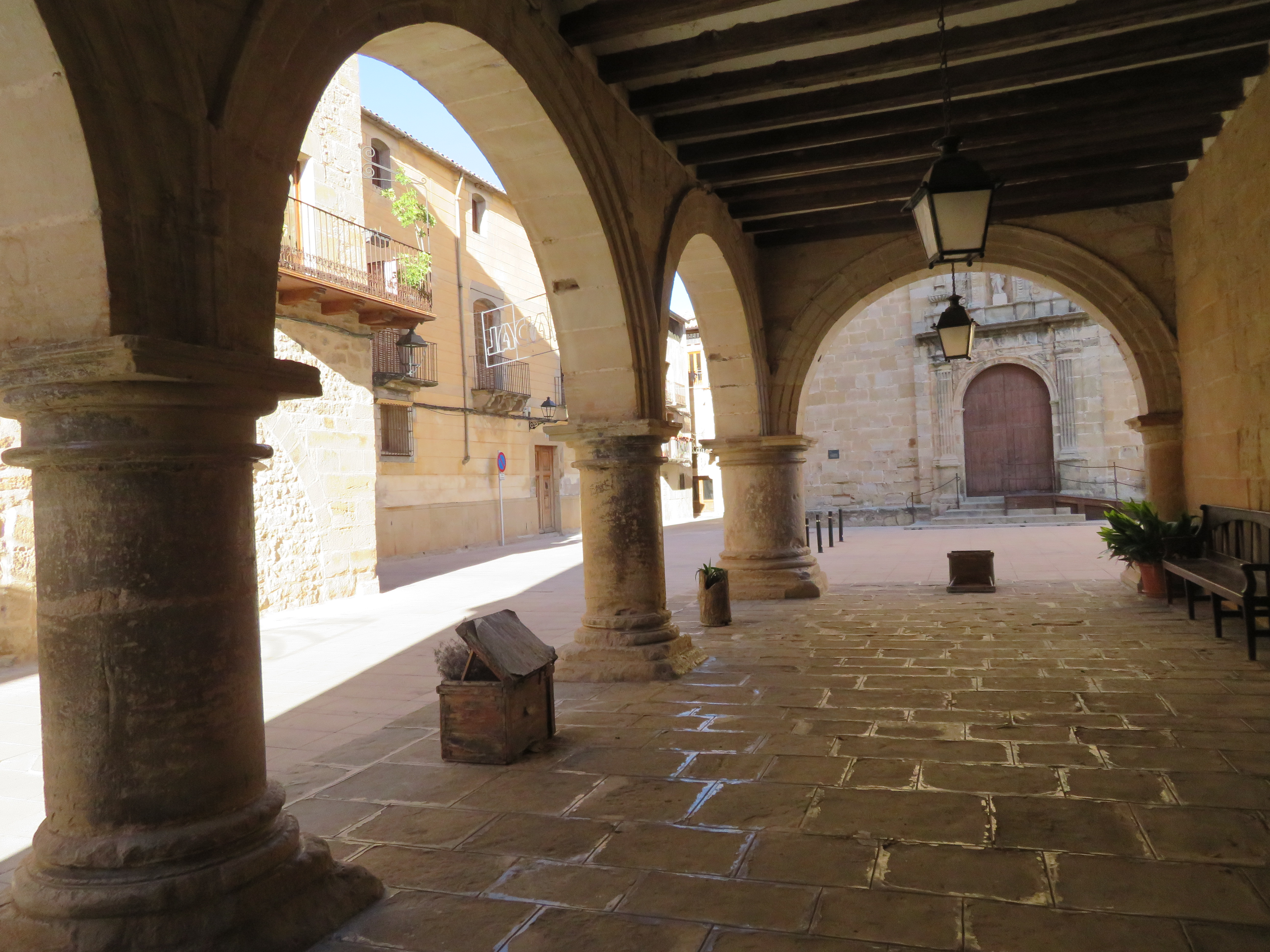
Arnes

## Fêtes
Fêtes locales à Arnes: San Antonio: mois de janvier, Sainte Agathe: mois de février, carnaval : février - mars, Santa Madrona: mars, fête du miel: dernier dimanche de mai, Saint-Jean, fêtes patronales, Saint Christophe, festivités d'août.